# 議会拒否権
議会拒否権（ぎかいきょひけん、英語: legislative veto）とは、米国法固有の用語であるが、その実体は、議会からの権限委任に基づく行政裁量に対して事後的な議会統制の機会を担保し、広範な行政裁量への民主的統制を確保せんとする制度枠組から成る。米国では、1970年代以降、「ベトナム戦争」「ウォーターゲート事件」契機に、大統領帝政（imperial presidency）や行政国家（administrative state）に対する議会統制の必要性から積極的に利用されたが、1983年連邦最高裁判決（Immigration and Naturalization Service v. Chadha, 103 S.Ct. 2764）にて、憲法第1条第7節の立法手続違反を理由に、違憲判決が下されている。他方で、議会拒否権と同種の法制度は、英国ほかでも採用されており、英国議会では、近年の精力的な制度改革を経て、専門委員会の拡充強化と審査手続の多様化・実質化によって、行政立法への統制機能を飛躍的に向上させている。日本政治でも、官僚主導を克服し、議会制民主主義を甦生するという文脈において参照に値する。